# Dulcimer

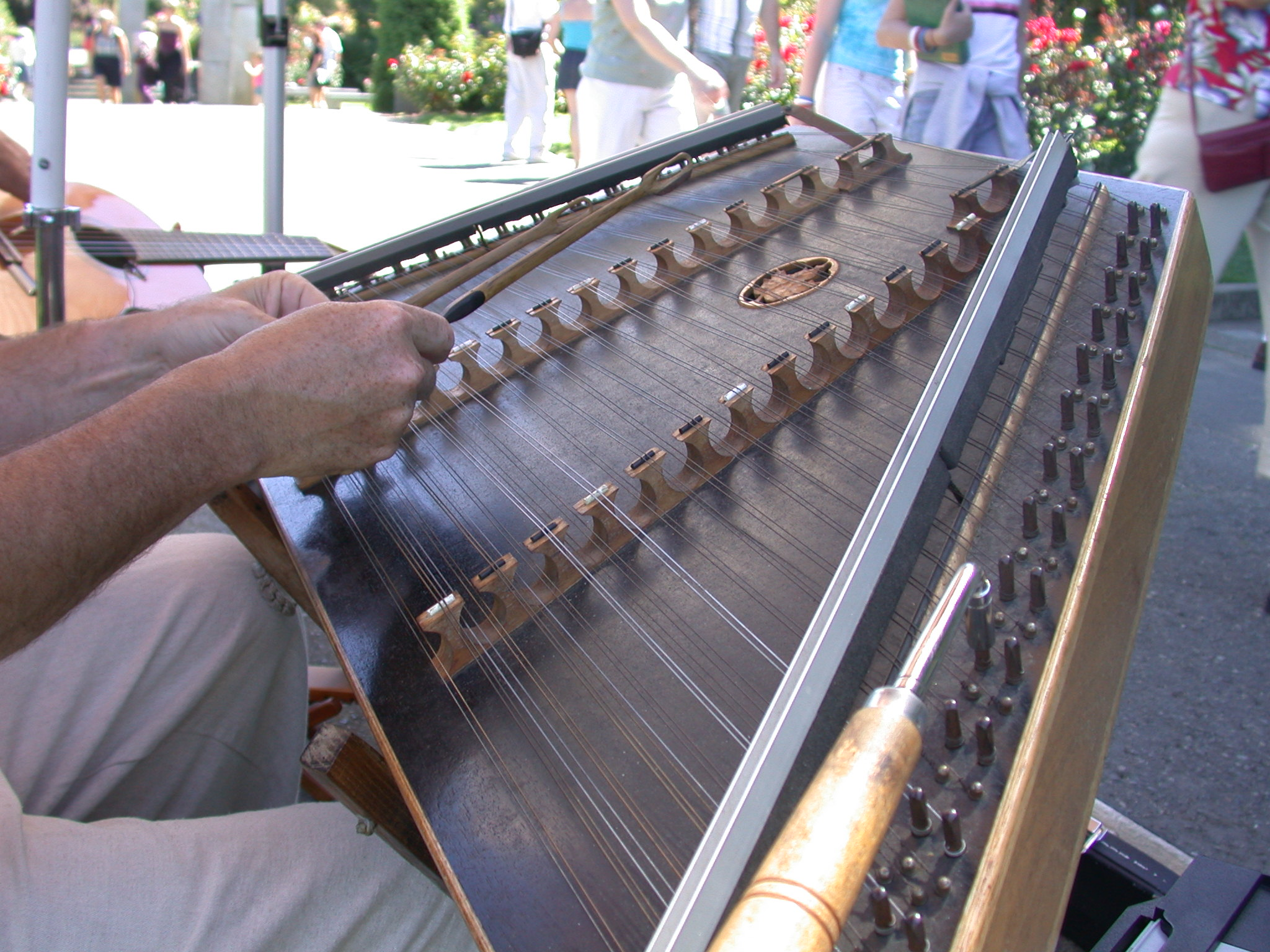
Dulcimer martellato

Il dulcimer è uno strumento musicale a corde pizzicate o percosse o talvolta sfregate con un archetto, cioè un salterio, che parrebbe derivare dal santur persiano. Secondo alcuni lo zither ed il pianoforte deriverebbero dal dulcimer. Il dulcimer è molto usato in Europa, specialmente nella musica irlandese e nella musica popolare rumena.
In Europa, il salterio è presente in varie forme:
- in Svizzera come Hackbett[1]
- nella repubblica Ceca come cimbal[1]
- in Grecia come santoúri[1]
- in Ungheria come cimbalom[1]
- in Romania come țambal.

In Cina è invece conosciuto come yangqin (in cinese: "cetra straniera").

## Etimologia
Il nome inglese dello strumento pare derivare dal latino dulcis ("dolce") e dal greco melos ("suono"). In italiano è talvolta chiamato anche dulcimero, dulcimelo, o dulcemele.
È caratterizzato da lunghi ponticelli su cui poggiano corde metalliche intelaiate a coppie (o gruppi di tre o quattro, ma comunque ciascuno riferito ad una nota). Lo si trova di varie misure con un numero di corde proporzionale alla grandezza. L'accordatura è il più delle volte diatonica. La nota più bassa (sol o re) si trova nell'angolo basso dello strumento. La scala diatonica sale spostandosi verso sinistra in alto. Alcuni salteri hanno un'ulteriore fila di corde per aggiungere note della scala cromatica. In questo caso vengono chiamati salteri cromatici per essere distinti dai diatonici.
Un'accordatura media copre 3 ottave. 
Le corde di questo tipo di salterio sono percosse da martelletti (in inglese "hammers" da cui hammered dulcimer). Tipicamente tali martelletti sono fatti di legno duro (ciliegio, quercia, acero) ma non è raro trovarli in materiali plastici o metallici. Le estremità sono ovali o comunque arrotondate.
Mentre in occidente i materiali di percussione sono principalmente rigidi in oriente si usano spesso materiali flessibili. I martelletti possono essere ricoperti di materiale come il feltro per attutire l'attacco del suono. Spesso le due estremità del martelletto possono essere adoperate per diversi tipi di sonorità.

## Tipi di dulcimer

### Dulcimer appalachiano
Il dulcimer appalachiano, con cassa e manico, è anche conosciuto come dulcimer di montagna. Ed è uno strumento di origine irlandese/scozzese con 4 corde metalliche (2+1 doppia). L'accordatura tipica è DAD (RE LA RE) o in qualche caso DAA (RE LA LA).
Si suona orizzontalmente in genere appoggiato orizzontalmente sulle gambe, col plettro o con le dita, o con un piccolo legnetto o verticalmente se si usa l'archetto.

### Dulcimer martellato
Il dulcimer martellato, con cassa trapezoidale, è uno strumento a corde percosse da due (o, più raramente, quattro) martelletti di legno, tenuti flessibilmente tra il pollice e l'indice. Viene suonato seduti o in piedi, appoggiato su un supporto.

## Il dulcimer nella musica contemporanea
A partire da inizio novecento, il cimbalom, conosciuto anche come dulcimer ungherese, è stato utilizzato da vari autori della scuola nazionale ungherese e da numerosi autori delle avanguardie storiche e postavanguardie. Uno dei più celebri esempi è costituito da Ragtime di Igor Stravinskij.
Il dulcimer è usato anche nella musica popolare moderna: dagli Aerosmith o dai Rolling Stones in Lady Jane (suonato da Brian Jones) ad esempio; Joni Mitchell, che lo usava personalmente, ne fece lo strumento principale del suo acclamato album Blue (1971) e lo utilizzò in molte esibizioni dal vivo dei primi anni settanta. Anche Peter Buck (chitarrista dei R.E.M.) e la cantautrice Skylar Grey, suonano il dulcimer. Un altro esempio sono stati gli Emerson, Lake & Palmer, che ne hanno fatto largo uso nel brano Still... You Turn Me On (in cui, il percussionista Carl Palmer suonava il dulcimer martellato) tratto dall'album Brain Salad Surgery del 1973.
Questo strumento è anche molto comune nella musica tradizionale di Jakob Alder, compositore svizzero.